# بازريز
بازرير قرية صغيرة تتبع ناحية حمام واصل في منطقة بانياس التابعة لمحافظة طرطوس.